# Charles-Nicolas Gachotte
Charles-Nicolas Gachotte, né à Saint-Dié le 27 mars 1810 et mort à Paris le 27 mars 1876, est un homme politique français.

## Biographie
Charles-Nicolas Gachotte est le fils d'un perruquier de Saint-Dié, Nicolas Gachotte.

Neveu de François-Alexis Gaudier, un instituteur, Charles Gachotte s'installa à Paris où il dirigea, de 1840 à 1861, une institution libre d'enseignement secondaire. La « pension Gachotte », située no 203 de la rue du Faubourg-Saint-Honoré, accueillait des fils de riches familles françaises ou étrangères. Résidant dans ce même quartier du Faubourg-du-Roule (au no 33 de la rue du Colisée puis au no 199 de la rue du Faubourg-Saint-Honoré), Gachotte y possédait plusieurs terrains.
Nommé maire de sa ville natale en août 1861, Charles Gachotte remplit cette fonction jusqu'à sa démission, en 1865 (peut-être par opposition cléricale à la politique de Napoléon III à l'encontre du pape). Il fut alors remplacé par Louis-Quirin Phulpin (1814-1881).

Après la démission de Phulpin, en juin 1869, Gachotte fut une nouvelle fois nommé maire de Saint-Dié et dut, à ce titre, faire face à l'invasion prussienne en 1870. Dès l'entrée des Allemands à Saint-Dié, le 7 octobre, la ville fut frappée de lourdes réquisitions et contributions en argent.
Lors de l'élection du 12 février 1871 à l'Assemblée nationale, Gachotte figurait sur la liste de Louis Buffet, dont il partageait les opinions monarchistes et conservatrices. Le maire de Saint-Dié ne reçut cependant que 671 voix de la part de ses administrés, loin derrière les républicains Jules Ferry et Jules Méline (avec, respectivement, 1963 et 1493 voix).
Secondé par ses adjoints Auguste-Hercule Ferry (cousin de Jules) et Félix Poupar, Charles Gachotte résista avec prudence aux exigences des autorités prussiennes, en ne leur versant que 42 000 francs sur 273 000 francs de contributions extraordinaires et en organisant le départ de plus de 3 000 conscrits français, qui purent ainsi traverser la montagne pour rejoindre l'armée de l'Est. Le 16 mars, Gachotte et Ferry furent arrêtés par les Allemands pour avoir refusé de livrer des documents de la sous-préfecture relatifs aux deux cantons annexés (Saales et Schirmeck). Incarcérés à Nancy, le maire et son adjoint furent libérés quelques jours plus tard.

Deux mois après cette épreuve, Gachotte fut reconduit à son poste, toujours avec Ferry et Poupar comme adjoints.

Maintenus à leur poste par décret en janvier-février 1874, Gachotte et Ferry démissionnèrent quelques mois plus tard, après leur échec face aux Républicains lors des élections municipales du mois de novembre.
Charles Gachotte a été nommé chevalier de la Légion d'honneur par décret du 11 octobre 1873.
Soutenu par L'Impartial des Vosges, une feuille monarchiste fondée en juillet par ses deux adjoints, Gachotte fut élu conseiller général du canton de Saint-Dié en octobre 1871. Son adversaire républicain, Albert Ferry, mit en avant de nombreuses irrégularités pour demander, en vain, l'invalidation du scrutin. Sa réélection en 1874 contre le républicain Romary fut également contestée par ce dernier. Après la mort de Gachotte, c'est son ancien adjoint, Poupar, qui lui succéda à ce poste.